# ميسيليت
ميسلايت: هو معدن بالصيغة Ca 2 (Fe 2+ ، Mn 2+ ) (PO 4 ) 2 · 2H 2 O. تم اكتشافه في ألمانيا ووصف عام 1890. تم فقدان مصداقية المعدن لاحقًا في عام 1940 ، وأعيد تسميته بـ neomesselite في عام 1955 ، وأعيد الاسم إلى ميسلايت في عام 1959.

## وصف
ميسيلايت معدن نصف شفاف أبيض ، أبيض مخضر شاحب ، رمادي مخضر ، وردي ، أو عديم اللون. قد يكون المعدن حبيبيًا أو يحدث كمجموعات شعاعية داخلية من البلورات الصفائحية مرتبة على شكل كرات أو نصفي كرة أو حزم ، حتى 1.5 سنتيمتر (0.59 بوصة) .

## تاريخ
تم اكتشاف Messelite في ميسيل ، هيس ، ألمانيا ، من قبل دكتور شبيجل الذي عمل كمدير فني في مصنع محلي. احتوت العينة على عدد من البلورات المرتبطة بالمواد الكربونية.  لم يتطابق مع أي معدن معروف في ذلك الوقت ، وهي حقيقة تم تأكيدها عندما تمت دراستها في معهد محلي للمعادن. تم وصف المعدن بواسطة W. Muthmann في عام 1890 في مجلة Zeitschrift für Kristallographie  وتم تحديد صيغته على أنها (Ca 2+ ، Fe 2+ ، Mn 2+ ) 3 (PO 4 ) 2 ·21⁄2 H 2 O. بناءً على طلب الدكتور شبيجل ، تم تسمية المعدن ميسيليت ( (بالألمانية: Messelit)‏ ) بعد المنطقة التي تم اكتشافها فيها.
تم إجراء أول عملية إعادة تقييم للمسيلايت بواسطة سي دبليو وولف في عام 1940. خلص وولف إلى أن المادة كانت أنابايت تم تغييرها جزئيًا إلى كولينسايت وفقد مصداقية ميسيليت كنوع معدني صالح.
في وقت لاحق ، تم العثور على معدن غير متغير بالصيغة (Ca 2+ ، Fe 2+ ، Mn 2+ ) 3 (PO 4 ) 2 · 2H 2 O ، مطابق بشكل أساسي لصيغة messelite التي أبلغ عنها Muthmann. تم تحليله بواسطة كليفورد فرونديل ووجد أنه التناظرية المضطربة الغنية بالحديد في فيرفيلد . اقترح Frondel في عام 1955 أن يكون المعدن يسمى neomesselite .
بعد بضع سنوات ، تم الحصول على مواد إضافية من مكان النوع Messel ودراستها بالطرق البصرية والأشعة السينية. تم تحديد العينة على أنها تتكون أساسًا من مادة متطابقة مع النيويسيليت التي وصفها Frondel بحافة من الأنابايت. نظرًا لأنه من المحتمل أن الخليط الذي درسه موتمان كان هذا المعدن في المقام الأول ، فقد تقرر في حوالي عام 1959 أنه يجب التخلص من اسم ne omesselite لصالح ميسلايت. عندما IMA تأسست، ميسلايت المعفيين كنوع المعدنية صالحة.

## حادثة
تم العثور على ميسلايت في النمسا والبرازيل وكندا وجمهورية التشيك وفرنسا وألمانيا واليابان وكازاخستان وإسبانيا والسويد وسويسرا وأوكرانيا والولايات المتحدة.
يميل المعدن إلى التكوين في بيغماتيت الجرانيت عن طريق التغيير الحراري المائي في مرحلة متأخرة. ميسلايت يحدث بالتعاون مع أمبليغونيت ، anapaite ، brazilianite ، eosphorite ، fairfieldite ، goyazite ، graftonite ، herderite ، hureaulite ، لدلاميت ، phosphoferrite ، سيدريت ، triphylite ، vivianite ، و whitlockite .